# Limosina heteroneuroides
Limosina heteroneuroides är en tvåvingeart som först beskrevs av Oswald Duda 1925.  Limosina heteroneuroides ingår i släktet Limosina och familjen hoppflugor.
Artens utbredningsområde är Etiopien. Inga underarter finns listade i Catalogue of Life.